# Lijst van voetbalinterlands Joegoslavië - Uruguay
Deze lijst van voetbalinterlands is een overzicht van alle officiële voetbalwedstrijden tussen de nationale teams van Joegoslavië en Uruguay. De landen speelden in totaal vier keer tegen elkaar. De eerste ontmoeting, een halve finale tijdens het Wereldkampioenschap voetbal 1930, werd gespeeld in Montevideo op 27 juli 1930. Het laatste duel, een vriendschappelijke wedstrijd, vond plaats op 31 maart 1995 in Belgrado. 

## Wedstrijden
| № | Plaats     | Datum         | Competitie        | Wedstrijd             | Uitslag |
| - | ---------- | ------------- | ----------------- | --------------------- | ------- |
| 1 | Montevideo | 27 juli 1930  | WK 1930           | Uruguay – Joegoslavië | 6 – 1   |
| 2 | Arica      | 2 juni 1962   | WK 1962           | Joegoslavië – Uruguay | 3 – 1   |
| 3 | Sarajevo   | 22 maart 1980 | Vriendschappelijk | Joegoslavië – Uruguay | 2 – 1   |
| 4 | Belgrado   | 31 maart 1995 | Vriendschappelijk | Joegoslavië – Uruguay | 1 – 0   |

## Samenvatting
| Competitie        | Totaal gespeeld | Winst Joegoslavië | Gelijk | Winst Uruguay | Doelsaldo Joegoslavië – Uruguay |
| ----------------- | --------------- | ----------------- | ------ | ------------- | ------------------------------- |
| WK-eindronde      | 2               | 1                 | 0      | 1             | 6 − 5                           |
| Vriendschappelijk | 2               | 2                 | 0      | 0             | 1 − 3                           |
| Totaal            | 4               | 3                 | 0      | 1             | 7 − 8                           |

## Details

### Derde ontmoeting
| Vriendschappelijk (Sarajevo, Joegoslavië, 22 maart 1980): |              |                            |
| Joegoslavië                                               | 2 – 1        | Uruguay                    |
| Nikica Klinčarski 9' Zlatko Vujović 64'                   | goals        | 75' (e.d.) Boro Primorac   |
|                                                           | rode kaarten | 72' Domingo Rufino Cáceres |

### Vierde ontmoeting
| Vriendschappelijk (Belgrado, Joegoslavië, 31 maart 1995): |              | |
| Joegoslavië | 1 – 0        | Uruguay |
| Savo Milošević 71' | goals        | |
| Slobodan Santrač | bondscoach   | Héctor Nuñez |
| Goran Pandurović 83' Zoran Mirković Goran Đorović Goran Šaula Niša Saveljić 57' Dejan Stefanović 73' Albert Nađ Dejan Govedarica 83' Darko Kovačević Dejan Petković Savo Milošević 81' | opstellingen | Oscar Ferro Gustavo Méndez Oscar Aguirregaray 62' Tabaré Silva Paolo Montero 27' Diego Dorta Claudio Elías 62' Pablo Bengoechea 46' Enzo Francescoli 77' Marcelo Otero Darío Silva |
| Marko Perović 57' Damir Čakar 73' Miodrag Pantelić 81' Saša Ćurčić 83' Zvonko Milojević 83'                                                                                            | wissels      | 27' Nelson Abeijón 46' Gabriel Cedrés 62' Edgardo Adinolfi 62' Marcelo Tejera 77' Osvaldo Canobbio                                                                                 |
| | gele kaarten | 22' Enzo Francescoli |
| - Debuut van Damir Čakar (Partizan) en Dejan Petković (Rode Ster) voor Joegoslavië. |              | |